# Diabolocatantops innotabilis
Diabolocatantops innotabilis är en insektsart som först beskrevs av Walker, F. 1870.  Diabolocatantops innotabilis ingår i släktet Diabolocatantops och familjen gräshoppor. Inga underarter finns listade i Catalogue of Life.